# Emmy Mauthner

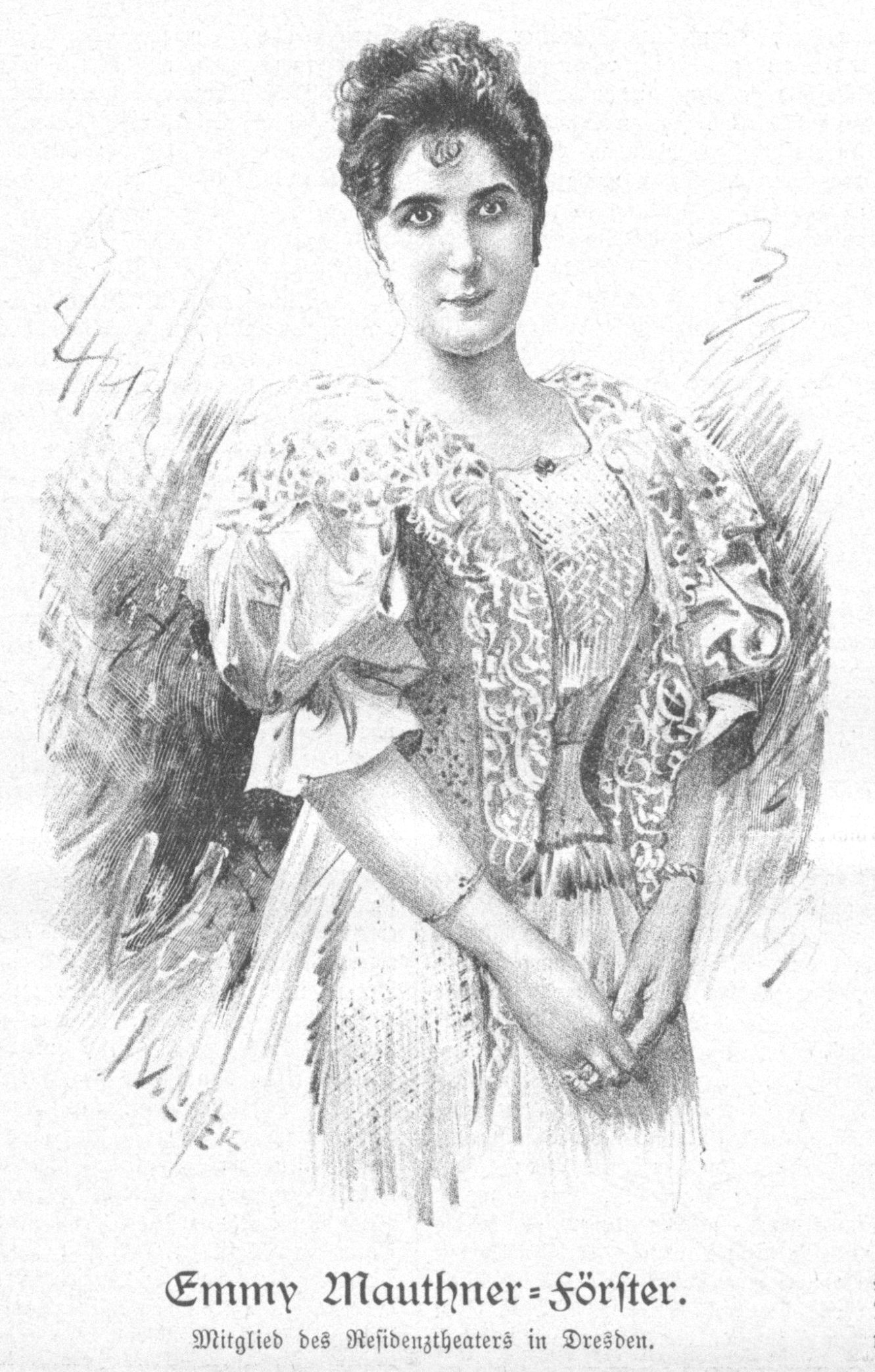
Emmy Mauthner-Förster, 1894

Emilie „Emmy“ Flora Mauthner (verheiratete Emmy Förster, auch Emmy Mauthner-Förster; geboren 28. November 1865 in Saar; gestorben 5. Dezember 1942 im Ghetto Theresienstadt) war eine österreichische Theater- und Filmschauspielerin.

## Leben
Mauthner wurde am Wiener Konservatorium für den Bühnenberuf ausgebildet. Ihre erste Station war das Stadttheater in Wien (Direktion Karl von Bukovics). Sie ging dann nach Koblenz, Nürnberg und ans Deutsche Theater in Budapest, wo sie ihren Ehemann Hans Förster kennenlernte, den sie im April 1885 heiratete.
1889 zog sie sich von der Bühne zurück, erst nach dem frühen Tod ihres Mannes (er starb mit nur 39 Jahren im Januar 1892) war sie wieder ab 1893 am Marienbader Sommertheater tätig.
Ein Festengagement von 1893 bis 1895 am Dresdner Residenztheater folgte. 1897 gastierte sie am Theater in der Josefstadt, war in Hamburg und trat 1899 in den Verband des Stadttheaters in Brünn. Mitte der 1930er Jahre war sie am Volkstheater in Wien aktiv.
Wegen ihrer jüdischen Herkunft wurde Emmy Mauthner-Förster am 22. Juli 1942 von Wien in das Ghetto Theresienstadt deportiert, wo sie wenige Monate später kurz nach ihrem 77. Geburtstag verstarb. Als offizielle Todesursache wurde eine Darmentzündung angegeben.

## Filme
- 1916: Abendsonne
- 1918: Das Geheimnis des Goldpokals
- 1924: Der Mönch von Santarem
- 1931: Die große Liebe
- 1932: Die vom 17er Haus